# Xserve
Xserve, rackmonterad server från Apple Computer.

## Xserve G4
Den första modellen lanserades 14 maj 2002 och hade en eller två PowerPC 7400-processorer på 1,0 GHz.

## Xserve G5
6 januari 2005 uppgraderades Xserve till G5-processorer på 2,0 GHz.

## Xserve Intel
7 augusti 2006 fick Xserve Xeon-processorer från Intel på 2,0, 2,66 eller 3,0 GHz.